# Heinrich Bebel

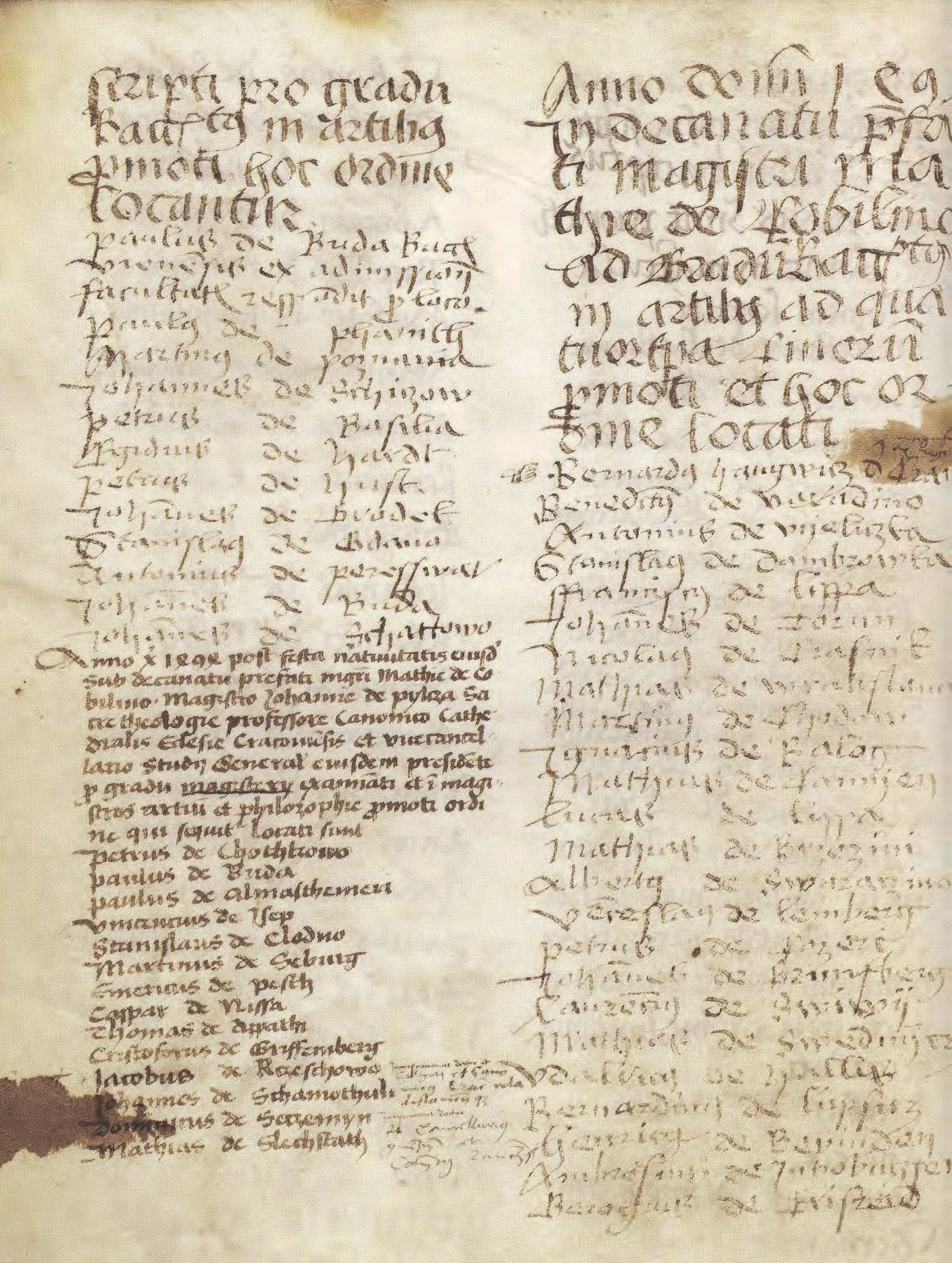
Matrikel der Universität Krakau „Henricus de Bevinden“ rechte Spalte, dritter Eintrag von unten

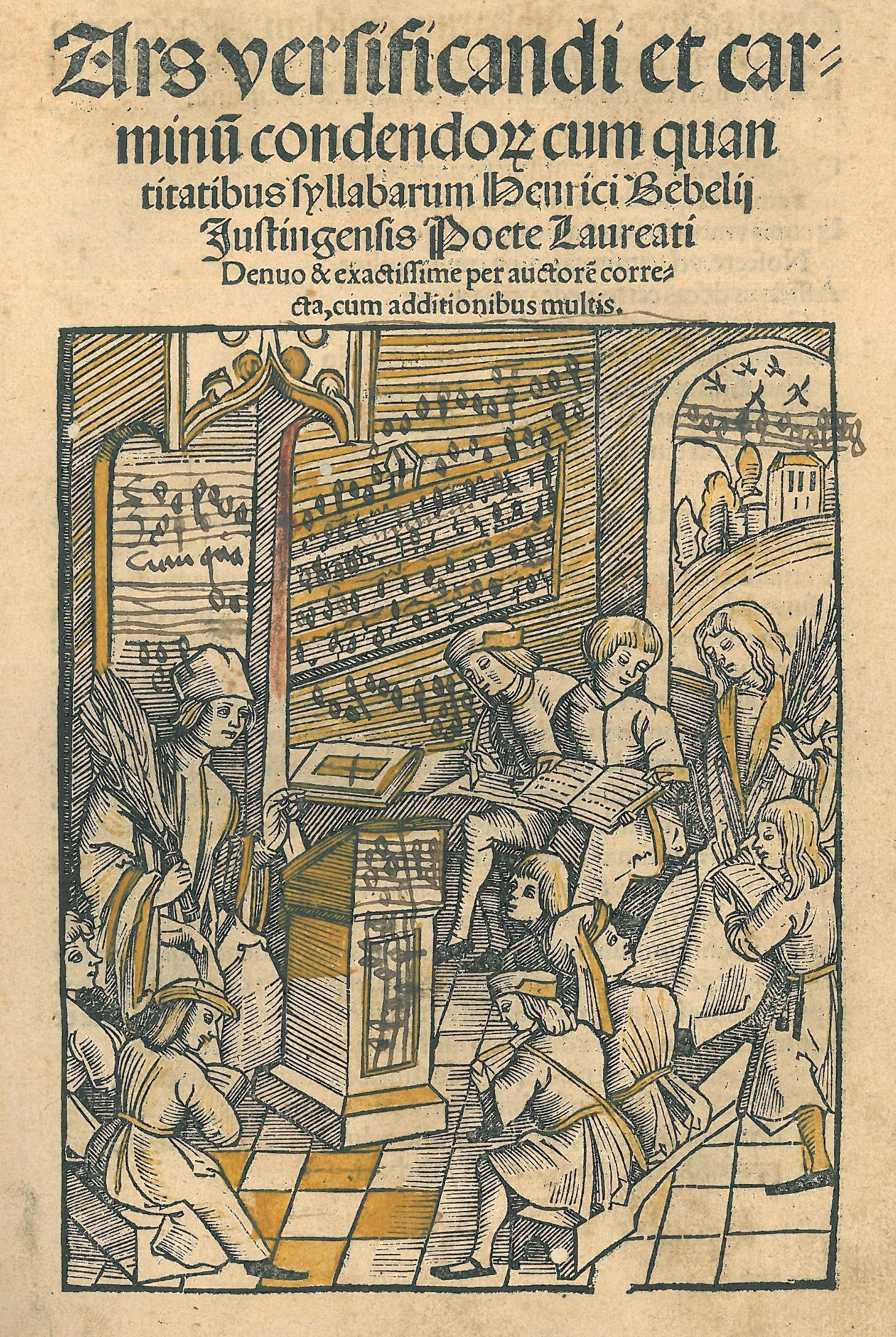
So muss man sich eine Vorlesung Heinrich Bebels vorstellen, 1519

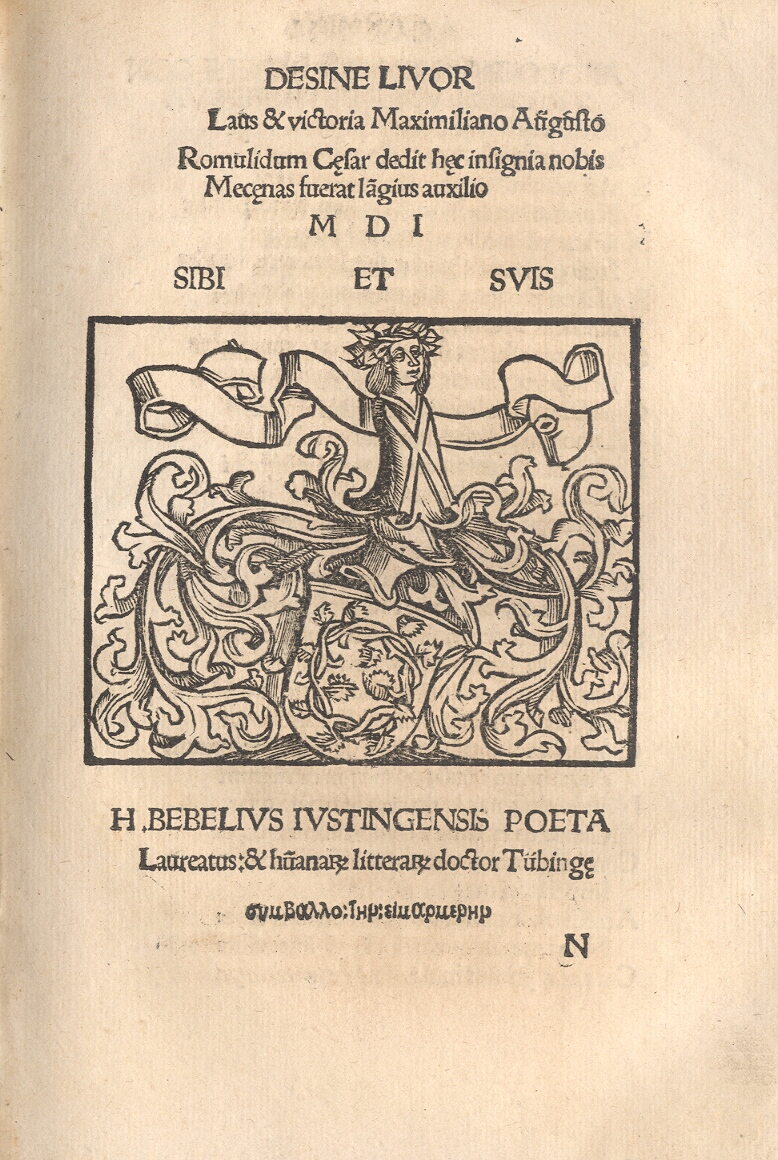
Heinrich Bebels Wappen als „poeta laureatus“, 1501

Heinrich Bebel (in den Justinger Urbaren und Urkunden meist Böbel) (latinisiert Henricus Bebelius; * Mitte 1473 in Ingstetten bei Justingen; † 31. März 1518 in Tübingen) war ein deutscher Dichter des Renaissance-Humanismus.

## Herkunft und Familie
Die Familie „Böbel“ lässt sich in der Reichsherrschaft Justingen, speziell in dem Dorf Ingstetten, bis ins frühe 15. Jahrhundert nachweisen. Namentlich bekannt ist der Großvater Heinrich Bebels, ebenfalls mit Vornamen Heinrich, welcher 1495 an der Pest verstarb. Besonders die Urbare der Reichsherrschaft Justingen enthalten wertvolle Informationen zu anderen Mitgliedern der Familie „Böbel“. Der Vater Haintz Böbel muss mindestens einen Bruder NN gehabt haben, denn in den Justinger Lagerbüchern sind verzeichnet ein Jörg Böbel (genannt 1497–1542) und ein Ludwig Böbel (genannt 1503–1532); diese waren wohl Vettern Heinrich Bebels. Der erschlossene und namentlich unbekannte Onkel Heinrich Bebels dürfte mit einer Person in Bebels autobiographischem Stück „Comoedia de optimo studio iuvenum“ identisch sein. Hier lässt Heinrich Bebel einen Onkel namens „Cacobius“ (von griech. κακό βίος = „schlechtes Leben“) auftreten. Jörg und Ludwig Böbel hatten womöglich keine Söhne: der Hofnachfolger Jörg Böbels war Hans Herb, welcher vor 1576 möglicherweise eine Tochter Jörg Böbels geheiratet hat. Der Vorname „Ludwig“ taucht in der nächsten Generation wieder beim Sohn des Wolfgang Böbel auf, welcher Medizin studierte. Danach hätte Wolfgang Böbel den Vornamen seines Vetters Ludwig Böbel für seinen Sohn verwendet. Walther Ludwig dagegen vermutet, dass Ludwig, Sohn Wolfgang Bebels, den Vornamen des Bruders seiner Urgroßmutter mütterlicherseits, Dr. Ludwig Vergenhans erhielt; dieser war württembergischer Kanzler unter Graf Eberhard im Bart.
Leider wurden viele Archivalien des Schlossarchivs Justingen makuliert oder sind sonst wie untergegangen: so haben wir weiters lediglich Nennungen eines „Engelbert Böbel“ um 1500 und eines „Hans Bebel genannt Gaicht“, der 1583 Beiwohner („Beigeheüseter“) in der Herrschaft Justingen war. Um 1600 verschwindet der Familienname „Böbel“ endgültig aus der Herrschaft Justingen.
Heinrich Bebel wurde 1472 oder Mitte 1473 in Ingstetten als Sohn des Bauern und Schultheißen „Haintz“ Böbel geboren. Der vermutliche Geburtsort ist Ingstetten, obwohl dieser weder archivalisch noch durch die Werke Bebels eindeutig bestimmbar ist. Doch die dreifache Nennung des kleinen Orts Ingstetten (die „Comoedia de optimo studio iuvenum“ spielt teilweise in dem Ort) in seinen Werken und die archivalisch belegte Tatsache, dass die meisten Angehörigen der Familie Böbel in Ingstetten ansässig waren, erlaubt den Schluss, dass er Ingstetter war.
Zwischen 1475 und 1486 zieht sein Vater nach Schelklingen, als Heinrich zwischen drei- und vierzehn Jahre alt war; am wahrscheinlichsten 1478/80, als Heinrich sechs bis acht Jahre alt war. Sein Vater wird Bürger in Schelklingen und erhält Lehengüter des Klosters Urspring. Der eigentliche Anlass für diesen Wegzug von Ingstetten scheint die zweite Verehelichung seines Vaters gewesen zu sein. Der Vater heiratete NN Myer, Tochter des Konrad („Cuntz“) Myer aus Schelklingen. Das Lagerbuch der Reichsherrschaft Justingen von 1497 nennt „Haintz Böbel zu Schälcklingen“; er entrichtete einen Gulden an die Herrschaft, vermutlich um sich gewisse Rechte in Ingstetten zu erhalten oder als Gegenleistung für die Erlaubnis zum Wegzug. Der Vater Haintz Böbel wird weiterhin in den Urbaren des Klosters Urspring aufgeführt: wenngleich das Urspringer Urbar von 1475 ihn noch nicht nennt, ist er doch im Urspringer Urbar von 1486 verzeichnet. 1486 besaß er das Lehen, welches 1475 Haintz Pfortzer innehatte. Sein Schwiegervater Cůntz Myer war 1486 selbst Lehenträger des Klosters Urspring. Zwischen 1486 und 1502, nach dem vermutlichen Tod seines Schwiegervaters, übernahm Haintz Böbel auch das Lehen seines Schwiegervaters Cůntz Myer. In der Renovation von 1502 wird er als Inhaber der Lehen Haintz Pfortzers und Cůntz Myers genannt.
1491 wurde vermutlich in Schelklingen der Bruder Heinrich Bebels namens Wolfgang geboren. Dieser war 18 Jahre jünger als sein Bruder Heinrich.
Der Vater Haintz Böbel wird in einer einzigen Urkunde des Klosters Urspring erwähnt, als er 1492 im Streit der Schelklinger Einwohner mit dem Kloster Urspring um die Nachtweide die Nonne Märgel von Welden schlug. Er sollte von der Obrigkeit bestraft werden.
Der Vater Haintz Böbel verstarb 1508, wohl in Schelklingen.

## Schulische Bildung
Nach dem zwischen 1475 und 1486 erfolgten Umzug der Familie Böbel nach Schelklingen war es naheliegend, dass Heinrich Bebel wohl in den 1480er-Jahren die Lateinschule in Schelklingen besuchte. Dass es in dem kleinen Städtchen eine solche Lehranstalt gab, dürfte an den ansässigen Adelsfamilien (von Stadion, von Wernau, von Freyberg) gelegen haben. Das nahegelegene Kloster Urspring brachte die Schelklinger Bürger auch in häufigen Kontakt mit dem schwäbischen Niederadel, nicht zuletzt weil die urspringischen Kapläne, welche die Familienaltäre der Adelsfamilien in Urspring betreuten, in Schelklingen wohnten. Man findet auch immer wieder Schelklinger Bürgersöhne in den Universitätsmatrikeln, welche vermutlich in Schelklingen die Anfangsgründe des Lateins erworben haben.
Im Alter von 19 Jahren begann er 1492 sein Studium an der Jagiellonen-Universität in Krakau bei Laurentius Corvinus. 1495 verließ er Krakau.
1494 bis 1495 studierte er an der  Universität Basel bei Sebastian Brant.

## Berufsleben
1496 begann Heinrich Bebel mit eigener publizistischer Tätigkeit. Im selben Jahr gab er die „Cosmographie“ seines Lehrers Laurentius Corvinus heraus. 1496 veröffentlichte er sein erstes dichterisches Werk „Distichon ad Musam | […] | Carmina […]“.
1497 versieht er die Pfarrstelle in Justingen „wahrscheinlich in der Zeit, während welcher Johannes Stöffler seine astronomische Uhr im Münster zu Konstanz aufstellte“.
1497 erhielt er den Lehrstuhl der Oratorien (Rhetorik) an der Tübinger Universität und war Professor für Poesie und Eloquenz. Diese Position behielt er sein Leben lang. Sie war schlecht bezahlt, vermutlich ein Grund für die unermüdliche Publikationstätigkeit Heinrich Bebels. Noch 1515 veröffentlichte er eines seiner Hauptwerke, den „Triumphus Veneris“.
Heinrich Bebel war auch häufig unterwegs, wobei die wenigen in seine Schriften eingestreuten Aufenthaltsorte wohl lediglich eine niedrige Untergrenze seiner Reisetätigkeit verdeutlichen. 1499 verbrachte er die Ferien in Schelklingen bei seiner Familie und seinem Bruder Wolfgang, welcher zu diesem Zeitpunkt acht Jahre alt war („Ex Scheklingen (sic!) oppido M.CCCC.XC.IX“ (=1499)).
1500 hielt er sich an der Universität Basel auf.
1501 hielt er in Innsbruck eine Rede zum Lobe König Maximilians, wurde daraufhin vom König zum poeta laureatus gekrönt und mit einem Dichterwappen beschenkt.
1502 war Heinrich Bebel in Ingstetten bei Verwandten und schrieb von dort aus einen Brief in lateinischen Versen an seinen Schüler Johannes Brassicanus.
Ebenfalls 1502 in Ingstetten, wohin er sich vor der Pest geflüchtet hatte, beginnt er die Arbeit am „Thriumphus Veneris“. Der Text des „Thriumphus Veneris“ endet mit der Bemerkung „Ex Ingsteten villa tempore pestis“ (Aus dem Dorf Ingstetten zur Zeit der Pest).
1507 war er in Aachen.
Heinrich Bebel verstarb in Tübingen am 31. März 1518 im Alter von 45 Jahren.
Heinrich Bebel war häufiger und gern gesehener Gast in den Klöstern Adelberg, Zwiefalten und Bebenhausen.
Heinrich Bebel blieb aller Wahrscheinlichkeit nach unverheiratet.

## Bebel als Herausgeber
Bebel brachte aus Krakau die Handschrift „Cosmographia […]“ seines Lehrers Laurentius Corvinus mit nach Basel, welche er dort herausgab und dort 1496 bei Nikolaus Kessler drucken ließ.
In Tübingen gab er den Traktat des Theologen Thomas Plantsch „Opusculum […]“ heraus (Druck bei Thomas Anshelm in Pforzheim). Dieser bestand aus den Predigten, welche Plantsch anlässlich der ersten Hexenverbrennung in Tübingen 1505 gehalten hatte.

## Ehrungen
1501 wurde er von König Maximilian I. in Innsbruck zum „poeta laureatus“ gekrönt und ein Dichterwappen verliehen. Zu diesem Anlass hielt Bebel eine Rede zum Lob Maximilians, welche 1504 im Druck erschien.

## Wirkung
Die nachhaltigste Wirkung hatten Heinrich Bebels Fazetiensammlung und sein Sprichwörterbuch „Prouerbia germanica …“. Seine Fazetien wurden von den Schwankdichtern des 16. Jahrhunderts Jörg Wickram und Hans Wilhelm Kirchhof aufgegriffen und sind eine Quelle zur Sittengeschichte um 1500. Die spöttischen Anekdoten vermitteln einen Eindruck von der Abneigung und dem Hass der bäuerlichen Bevölkerung Ende des 15. Jahrhunderts auf den Klerus, die Klöster und den Adel, deren „haltloses“, ausbeuterisches und verschwenderisches Verhalten in Form von Spotterzählungen angeprangert wurde. Diese unterschwellige Antipathie der Bauern gegenüber dem „ersten Stand“ entlud sich schließlich in der Reformation und dem Bauernkrieg.

## Werke

### Heinrich Bebel als Herausgeber
- Laurentius Corvinus: Cosmographia dans manductionem in | tabulas ptholemei […] | vna cum nonnullis epigrammatibus et carminibus. Nik. Kessler, Basel 1496.  (Exemplar der Sächsischen Landesbibliothek – Staats- und Universitätsbibliothek Dresden Signatur: Ink.324.4:2)
- Martin Plantsch: Opusculum de sagis ma | leficis Martini Plantsch concio | natoris Tubingensis. Thomas Anshelm, Pforzheim 1507.

### Heinrich Bebel als Autor (Auswahl)
- Distichon ad Musam | […] | Carmina […]. Reutlingen: Michael Greiff, 1496.

- Commentaria Epistolarum | conficiendarum | Contra epistolandi modos Pontij et aliorum | […] | Commentaria de Abusione linguae latinae apud germanos et de pro= | prietate eius dem | Vocabularius optimarum dictionem | […]. Straßburg: Johannes Grüninger, 1503. (Kommentare zum Briefschreiben. Gegen […])

- Comoedia de optimo studio iuvenum. Pforzheim: Thomas Anshelm, 1504 [Komödie über die beste Art des Studiums für junge Leute], 1501 in Tübingen aufgeführt

- Oratio ad regem Maximilianum de laudibus atque amplitudine Germaniae. Pforzheim: Thomas Anshelm, 1504 [Rede an König Maximilian über den Ruhm und die Größe Deutschlands]

- Ars versificandi et carminum condendorum […]. Pforzheim: Thomas Anshelm, 1506 und viele spätere Nachdrucke [Kunst, Verse zu schmieden und Lieder zu dichten]

- In hoc libro continetur haec Bebeliana opuscula noua et adolescentiae labores. […] | Libri facetiarum iucundissimi […] | Prouerbia germanica in latinitatem reducta | […] Elegia hecatosticha de institutione vite Bebelii pestis | Tubinge grassaretur. M.D.II. | Cantio vernacula | […]. Straßburg: Johannes Grüninger, 1509. [In disem Buch werden fortgesetzt Bebels kleine Werke und Jugendarbeiten […] | Bücher süßer Fazetien […] | Deutsche Sprichwörter in Latein zurückübertragen | […] Elegie von hundert Versen vom Zustand des Lebens Bebels, als die Pest in Tübingen grassierte | Volkslied […]]

- Opera Bebeliana sequentia | Triumphus Veneris sex libris conscriptus […]. Hecatostichon de victoria Caesaris Bohemica […]. Pforzheim: Thomas Anshelm, 1509 (Bebels fortgesetzte Werke: Triumph der Venus in sechs Büchern […]. Hundert Verse zum Sieg des Böhmischen Königs […])

## Moderne Textausgaben
Bis heute fehlt eine historisch-kritische Gesamtausgabe der Werke Heinrich Bebels, wie bereits 1929 von Johannes Haller angemahnt. Nur wenige Autoren haben sich bisher der Mühe unterzogen, ausgewählte Texte Bebels zu edieren und ins Deutsche zu übersetzen.
- Marcel Angres (Hrsg.) (2003), Triumphus Veneris: Ein allegorisches Epos von Heinrich Bebel. Edition, Übersetzung und Kommentar. Münster: LIT Verlag (Hamburger Beiträge zur Neulateinischen Philologie, Bd. 4). ISBN 3-8258-6689-0.

- Wilfried Barner (Hrsg.) (1982), Heinrich Bebel: Comoedia de optimo studio iuvenum. Über die beste Art des Studiums für junge Leute. Stuttgart: Philipp Reclam jun. ISBN 3-15-007837-7.

- Gustav Bebermeyer (Hrsg.) (1931), Heinrich Bebels Facetien: Drei Bücher. Historisch-Kritische Ausgabe von … Leipzig: Verlag Karl W. Hiersemann (Bibliothek des Literarischen Vereins in Stuttgart Sitz Tübingen, Bd. CCLXXVI) (Nachdruck Hildesheim: Olms, 1967).

- Manfred Fuhrmann (Hrsg.); Heinrich Bebel (2005), Fazetien: drei Bücher. Übersetzt u. eingeleitet von Manfred Fuhrmann. Konstanz und Eggingen: Edition Isele (Bibliotheca Suevica, Bd. 13). ISBN 3-86142-278-6.

- Willem H. D. Suringar (Hrsg.) (1879), Proverbia Germanica [Heinrich Bebel’s Proverbia Germanica]. Leiden: Brill (Nachdruck Hildesheim: Olms, 1969).

- Albert Wesselski (Hrsg.) (1907), Heinrich Bebels Schwänke: Zum ersten Male in vollständiger Übertragung herausgegeben von … 2 Bde. München und Leipzig: Georg Müller.

- Thomas Zinsmaier (Hrsg.); Heinrich Bebel (2007), Patriotische Schriften: sechs Schriften über Deutsche, Schweizer und Schwaben. Übersetzt, erläutert u. eingeleitet von Thomas Zinsmaier. Konstanz und Eggingen: Edition Isele (Bibliotheca Suevica, Bd. 22). ISBN 978-3-86142-415-4.